# Дидик Михайло Володимирович
Миха́йло Володи́мирович Ди́дик — народився 21 листопада 1975 року у Вінницькій області. старший прапорщик, Міністерство внутрішніх справ України.
Станом на жовтень 2012 року — старший інструктор — заступник командира взводу 3 РСП, в/ч 3028, Вінниця.

## Нагороди
20 червня 2014 року — за особисту мужність і героїзм, виявлені у захисті державного суверенітету та територіальної цілісності України, вірність військовій присязі під час російсько-української війни, відзначений — нагороджений орденом Данила Галицького.